# Polling im Innkreis
Polling im Innkreis ist eine Gemeinde mit 990 Einwohnern (Stand 1. Jänner 2024) in Oberösterreich im Bezirk Braunau am Inn im Innviertel.

## Geografie
Polling im Innkreis liegt auf 385 m Höhe im Innviertel. Die Ausdehnung beträgt von Nord nach Süd 4,9 km, von West nach Ost 6,3 km. Die Gesamtfläche beträgt 15,11 Quadratkilometer. Zehn Prozent der Fläche sind bewaldet, über achtzig Prozent werden landwirtschaftlich genutzt.

### Gewässer
Durch den Ort fließt von West nach Ost die Waldzeller Ache und 1 km weiter südlich parallel dazu die Mettmacher Ache.

### Gemeindegliederung
Das Gemeindegebiet umfasst folgende acht Ortschaften (in Klammern Einwohnerzahl Stand 1. Jänner 2024):
- Aigelsberg (56)
- Altenaichet (30)
- Graham (22)
- Holzerding (34)
- Imolkam (199)
- Ornading (94)
- Polling im Innkreis (501)
- Remoneuberg (54)

Die Gemeinde besteht aus der Katastralgemeinde Polling.
Der zuständige Gerichtsbezirk ist der Gerichtsbezirk Braunau am Inn.

### Nachbargemeinden
|                      | Geinberg (RI)                               |                            |
| Altheim              | Kompassrose, die auf Nachbargemeinden zeigt | Gurten (RI)                |
| St. Veit im Innkreis | Aspach                                      | Kirchheim im Innkreis (RI) |

## Geschichte
Seit Gründung des Herzogtums Bayern war der Ort bis 1779 bayrisch und kam nach dem Frieden von Teschen mit dem Innviertel (damals 'Innbaiern') zu Österreich. Während der Napoleonischen Kriege wieder kurz bayrisch, gehört er seit 1814 endgültig zu Oberösterreich. Nach dem Anschluss Österreichs an das Deutsche Reich am 13. März 1938 gehörte der Ort zum „Gau Oberdonau“. Nach 1945 erfolgte die Wiederherstellung Oberösterreichs.
Das mittelalterliche Schloss Imolkam wurde in den 1830er Jahren abgerissen.

### Einwohnerentwicklung
Die Zunahme der Bevölkerungszahl seit 1991 basiert auf Zuwanderung, die Geburtenbilanz ist leicht negativ.

## Kultur und Sehenswürdigkeiten

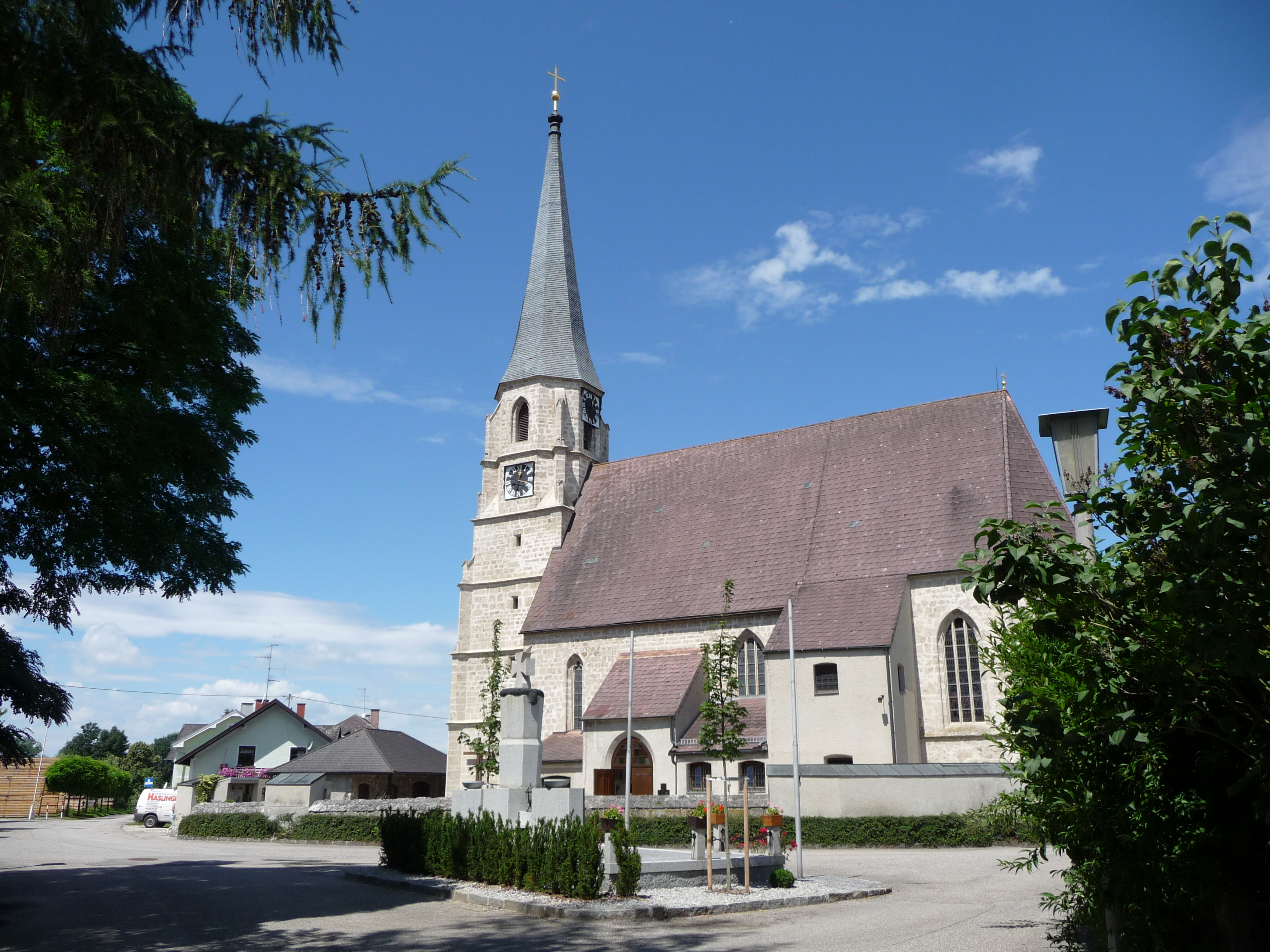
Pfarrkirche Polling im Innkreis

- Katholische Pfarrkirche Polling im Innkreis hl. Andreas: Die Kirche wurde um 1485 im spätgotischen Stil erbaut und später barockisiert und hat neugotische Altäre. Der barocke Band- und Gitterstuck schuf Johann Michael Vierthaler (um 1730). An der Außenmauer befindet sich ein Fresko Der gute und der schlechte Beter und ein Steinrelief Christus am Ölberg.
- Musikverein Polling, gegründet 1960, hat 45 Mitglieder. Der Nachwuchs mit Namen ROKIPO besteht aus Jungmusikern aus Roßbach, Kirchheim und Polling.

## Wirtschaft und Infrastruktur
| Wirtschaftssektor         | Erwerbstätige | Erwerbstätige |
| Wirtschaftssektor         | 2001          | 2011          |
| ------------------------- | ------------- | ------------- |
| Land- und Forstwirtschaft | 53            | 38            |
| Produktion                | 107           | 113           |
| Dienstleistungen          | 43            | 67            |

### Ansässige Unternehmen
- Blumschein (Stahl- und Alukonstruktionen)

### Medien
- InnVideo (Filmproduktion und Eventtechnik)

## Politik
Der Gemeinderat hat 13 Mitglieder.

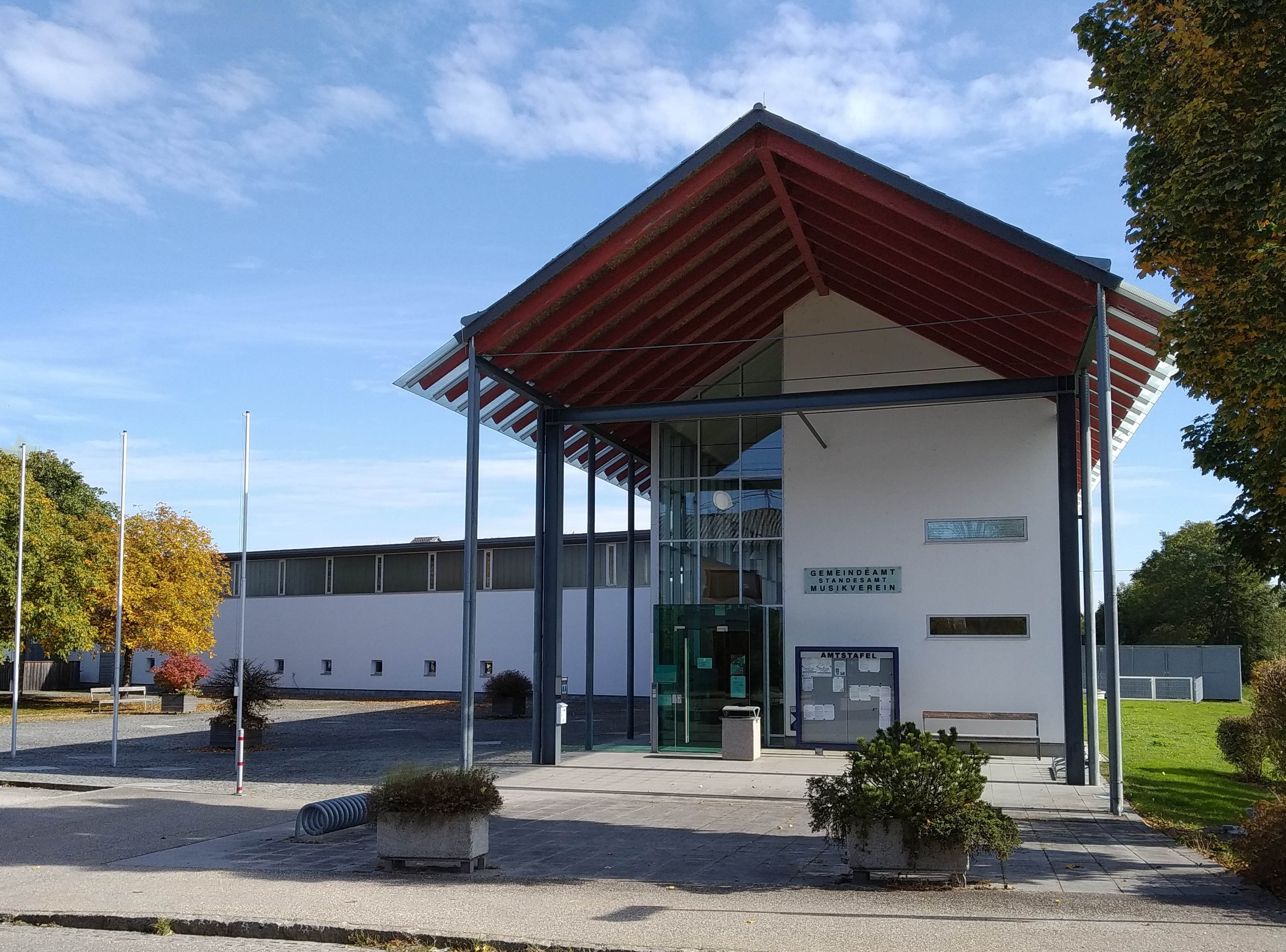
Gemeindezentrum Polling im Innkreis

- Mit den Gemeinderats- und Bürgermeisterwahlen in Oberösterreich 2003 hatte der Gemeinderat folgende Verteilung: 7 ÖVP, 4 SPÖ und 2 FPÖ.
- Mit den Gemeinderats- und Bürgermeisterwahlen in Oberösterreich 2009 hatte der Gemeinderat folgende Verteilung: 7 ÖVP, 4 SPÖ und 2 FPÖ.
- Mit den Gemeinderats- und Bürgermeisterwahlen in Oberösterreich 2015 hatte der Gemeinderat folgende Verteilung: 6 ÖVP, 4 SPÖ und 3 FPÖ.
- Mit den Gemeinderats- und Bürgermeisterwahlen in Oberösterreich 2021 hat der Gemeinderat folgende Verteilung: 6 ÖVP, 4 FPÖ und 3 SPÖ.[5][6]

### Bürgermeister
- bis 2015 Karl Reiter-Stranzinger  (ÖVP)
- seit 2015 Bernhard Reiter-Stranzinger (ÖVP)[7]

### Wappen
Offizielle Beschreibung des Gemeindewappens: In Grün ein goldenes, anstoßendes Andreaskreuz, belegt mit zwei roten, schräggekreuzten Glevenstäben. Die Gemeindefarben sind  Grün-Gelb-Rot.

## Persönlichkeiten
- Franz Xaver Zweimüller (1904–1988), Politiker, Vizebürgermeister von Polling
- Alois Schneebauer (1912–2006), Dechant von Altheim, Altpfarrer und Ehrenbürger von Polling; geboren in St. Marienkirchen